# ألبرت هازن رايت
ألبرت هازن رايت (بالإنجليزية: Albert Hazen Wright)‏ هو عالم حيوانات أمريكي، ولد في 15 أغسطس 1879 في هيلتون في الولايات المتحدة، وتوفي في 4 يوليو 1970 في إثاكا في الولايات المتحدة.